# Alexandru Costin
Alexandru Costin (n. 1880 – d. 1948) a fost un jurist român, membru titular (din 1948) al Academiei Române.